# Allocosa parvivulva
Allocosa parvivulva là một loài nhện trong họ wolfspinnen (Lycosidae).
Loài này thuộc chi Allocosa. Allocosa parvivulva được George Newbold Lawrence miêu tả năm 1927.